# Cerca de tu casa
Cerca de tu casa es una película musical del año 2016 dirigida por Eduard Cortés y producida por Bausan Films. La película afronta el drama de los desahucios desde el musical. Está protagonizada por Silvia Pérez Cruz, con canciones y música compuestas por ella, junto con Lluís Homar, Adriana Ozores, Iván Massagué, Manuel Morón, Ivan Benet y Oriol Vila.

## Argumento
La película narra la historia de una familia que no puede hacer frente al pago de la hipoteca y se ve obligada a irse a vivir a casa de los padres de la mujer que interpreta Silvia Pérez Cruz (Sonia). La situación se complica cuando el banco quiere ejecutar el embargo del piso de los padres.

## Reparto
- Sílvia Pérez Cruz como Sonia.
- Iván Massagué como Dani.
- Adriana Ozores como Mercedes.
- Manuel Morón como Martín.
- Lluís Homar como Tomás.
- Oriol Vila como Pablo.
- Victoria Pagés como la directora del banco.
- Ivan Benet como el policía Jaime.
- Montse Morillo Como la Policía Lucía.

## Premios y nominaciones
31.ª edición de los Premios Goya
| Categoría               | Nominados         | Resultado |
| ----------------------- | ----------------- | --------- |
| Mejor actriz revelación | Silvia Pérez Cruz | Nominada  |
| Mejor canción original  | Silvia Pérez Cruz | Premiada  |